# 吉瀬弥恵子
吉瀬 弥恵子（ よしせ やえこ ）は、日本の ヴィオラ奏者 、 ヴィオリスト 。　自称 『 びよら～ 』

## プロフィール
大阪府出身。3歳でヴァイオリンを始める。6歳、公文式日本語全国模試1位。7歳、公文式日本語･数学終了。9歳、旺文社英語スピーチコンテスト入賞。
桐朋女子高等学校 音楽科 卒業。桐朋学園大学 音楽学部（ 弦楽器専攻 ）入学後、ヴィオラに転科、交換留学生に推薦される。桐朋学園大学 卒業。パリ国立高等音楽院 首席卒業。 在学中は指揮者の 小澤征爾 さんと時折り昼食を共にしていた等。
2000 - 在仏日本大使館国賓･公賓迎賓演奏会
2002 - orchestre Lamoureux 勤務
2002 - orchestre philharmonique de Monte-Carlo 勤務
2005 - orchestre philharmonique de Radio France 勤務
2007 - 兵庫県立芸術文化センター 管弦楽団  、次席
これまで、小国秀樹、久保田良作、江戸純子、Bruno PASQUIERらに師事。アルゲリッチ音楽祭、サイトウキネン音楽祭参加。
現在、東京交響楽団、NHK交響楽団、札幌交響楽団、東京フィルハーモニー管弦楽団、大阪フィルハーモニー管弦楽団  、京都市交響楽団、兵庫県立芸術文化センター管弦楽団、他、室内楽、TV収録、ラジオなどに出演。
サントリー伊右衛門CM、ジブリ映画音楽、題名のない音楽会、朝の連続ドラマ、魔法のレストラン、坂の上の雲、他。